# Phrynus exsul
Espèce
Phrynus exsul est une espèce d'amblypyges de la famille des Phrynidae.

## Distribution
Cette espèce est endémique des Petites îles de la Sonde en Indonésie. Elle se rencontre à Florès et à Rinca.

## Description
Le mâle holotype mesure 27,5 mm.
Le mâle décrit par Rahmadi et Harvey en, 2007 mesure 19,50 mm et la femelle 28,00 mm.

## Publication originale
- Harvey, 2002 : « The first Old World species of Phrynidae (Amblypygi): Phrynus exsul from Indonesia. » The Journal of Arachnology, vol. 30, no 3, p. 470–474 (texte intégral).